# Маріуш Блащак
Маріуш Блащак (пол. Mariusz Błaszczak; нар. 19 вересня 1969, Леґьоново, Мазовецьке воєводство, Польща) — польський історик і політик. Колишній міністр оборони Польщі, голова Канцелярії прем'єр-міністра Польщі та міністр внутрішніх справ та управління Польщі. Активний прихильник інтеграції Польщі в систему колективної оборони НАТО. Був серед головних ініціаторів підписання із США договору про надання системи «MIM-104 Patriot».

## Біографія
Маріуш Блащак народився 19 вересня 1969 року в місті Леґьоново. Його батько Луциан працював інженером на автомобільному заводі «Fabryka Samochodów Osobowych», а мати, Данута, була домогосподаркою. Закінчив Історичний факультет Варшавського університету, а також Національну школу державного управління. Після здобуття освіти працював в органах місцевого самоврядування в міській раді Леґьоново. В період з 2002 по 2004 рік займав посаду заступника мера району Воля у місті Варшава. В грудні 2004 року став мером району Середмістя. З 31 жовтня 2005 року Блащак очолив канцелярію прем'єр-міністра країни. У березні 2007 року Президент Республіки Польща Лех Качиньський призначив його на посаду міністра-члена Ради Міністрів. На парламентських виборах 2007 року Блащак отримав парламентський мандат від партії «Право і справедливість». На виборах 2011 року був переобраний. В період з 2015 по 2018 рік обіймав посаду міністра внутрішніх справ і адміністрації, а з 9 січня 2018 року був призначений на посаду міністра національної оборони. Одружений, в шлюбі троє дітей.

### Особливості діяльності
Обіймаючи керівні посади Блащак найбільш відомий своєю діяльністю у напрямку військової та міграційної політики. Він був автором закону про кібернетичну безпеку, а також нормативних документів, що регулювали аспекти модернізації сервісного обладнання для військових потреб, а також підвищення професійного рівня офіцерів. Найбільш відомий своєю багаторічною категоричною позицією по відношенню до міграційної політики Європейського Союзу. Перебуваючи на посаді міністра внутрішніх справ та управління Польщі, він різко відмовився виконувати розпорядження ЄС про надання притулку мігрантам, мотивуючи своє рішення: «відмовою наражати на терористичну небезпеку свою країну». Також під час його керування на цій посаді Польща відправила своїх прикордонників для захисту кордонів Греції, Болгарії, Македонії, Словенії, Угорщини та Італії з метою захисту кордонів від нелегальних мігрантів. Також, серед його резонансних розпоряджень було прийняття нормативного документу, згідно з яким всім колишнім працівникам органів безпеки, що працювали у період з 22 липня 1944 по 31 липня 1990 року був зменшений розмір пенсії або виплати по інвалідності.

## Нагороди
- Орден «За заслуги» I ст. (Україна, 23 серпня 2022) — за значні особисті заслуги у зміцненні міждержавного співробітництва, підтримку державного суверенітету та територіальної цілісності України, вагомий внесок у популяризацію Української держави у світі[9]